# Janko Rogelj
Janko N. Rogelj, slovenski pisatelj, urednik, publicist in kulturni delavec, * 26. maj 1895, Kranj, † 6. maj 1974, Kranj.

## Življenjepis
Rogelj je v Kranju obiskoval gimnazijo. Pri 18-letih je s stricem odšel v Kanado in nato v ZDA, kjer je opravljal različna fizična dela, nato nekaj časa študiral na kolidžu v Dubuquu (Iowa) in se izobraževal v večernih šolah v Clevelandu; nato pa je bil dolgo časa zaposlen kot zavarovalni zastopnik in javni notar. 
Rogelj se je v Ameriki že zgodaj pridružil slovenskim društvom in organizacijam ter začel dopisovati v slovenske liste. Med letoma 1918 in 1919 je bil urednik dnevnika Enakopravnost, leta 1919 je bil med ustanovnimi člani in režiser Dramskega društva Ivan Cankar, več let predsednik Slovenskega narodnega doma v Clevelandu, predsednik Slovenske narodne čitalnice in Ameriške bratske zveze.
Pomembno je Rogljevo organizacijsko delo med drugo svetovno vojno. Že od 1941 se je zavzemal za zbiranje pomoči okupirani domovini, po ustanovitvi Slovensko-ameriškega narodnega sveta pa je bil imenovan za podpredsednika. Bil je tesen sodelavec in prijatelj L. Adamiča, po Adamičevi smrti pa se je prizadeval za objektivno oceno njegovega dela in življenja. Leta 1972 se je vrnil v domovino. Za svoje dolgoletno delovanje med ameriškimi Slovenci je prejel več priznanj in odlikovanj.

## Literarno delo
V knjigi je izdal Pričetno zgodovino Slovenskega Narodnega Doma v Clevelandu  in Zgodovino Ameriške bratske zveze (1954), snov je zajmal iz spominov na domovino in iz življenja slovenskih priseljencev v ZDA. Članke je objavljal v številnih v Ameriki tiskanih slovenskih časnikih in revijah, po drugi svetovni vojni pa zlasti v Slovenskem izseljeniškem koledarju.
Izbor Rogljevih črtic je 1962 izšel v Ljubljani pod naslovom Kruh in srce (uredil Jože Župančič), zbirka pesmi in črtic Skrivnostni klic (1967), zbirka črtic iz življenja ameriških Slovencev Svoji k svojim pa (1973). Najvišjo umetniško raven je dosegel zlasti s črticami, v katerih je opazen smisel za humor in satiro, jedrnat jezik ter izrazit socialni poudarek.